# Wjatscheslaw Fjodorowitsch Muchanow

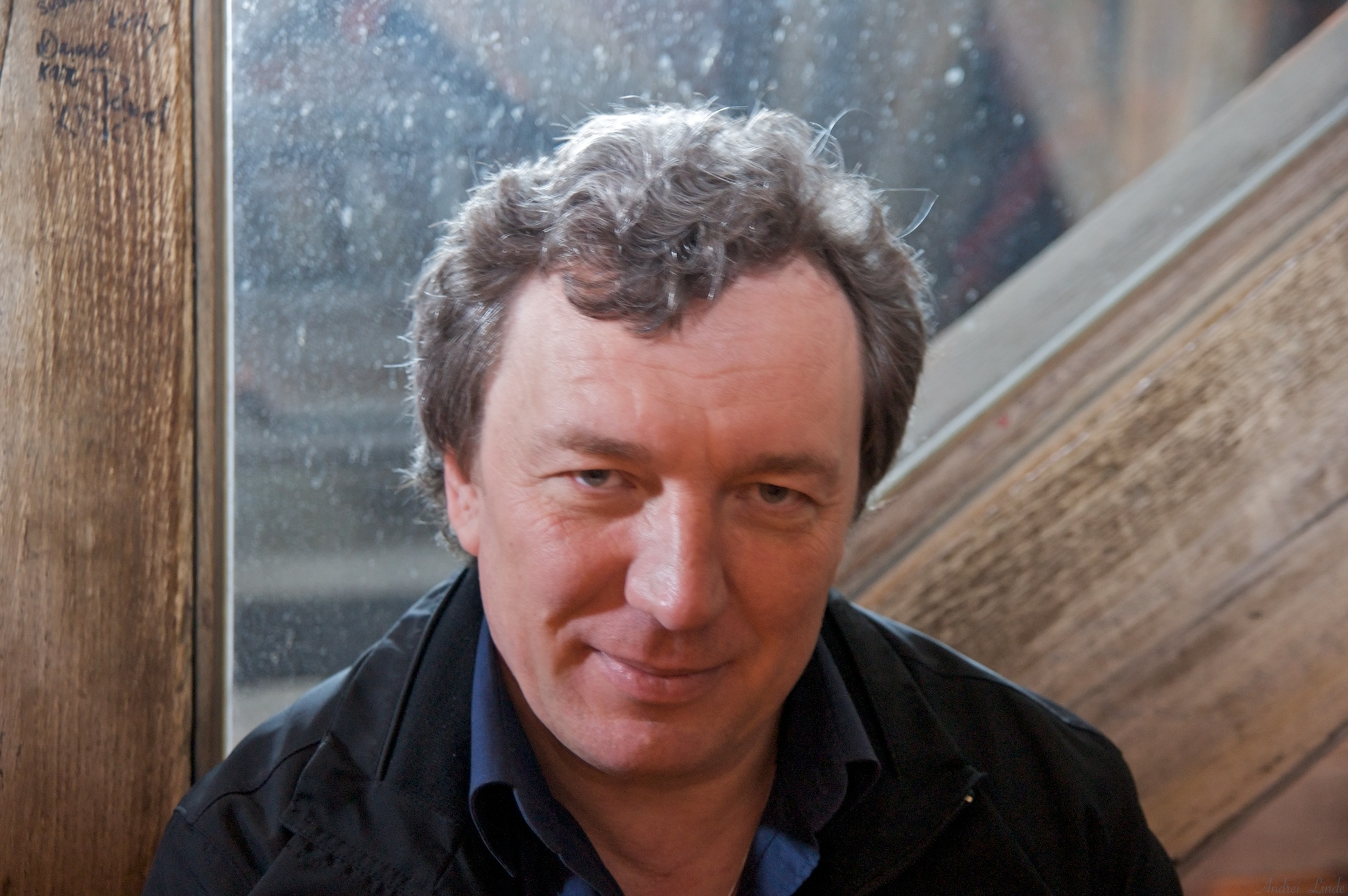
Wjatscheslaw Muchanow (2009)

Wjatscheslaw Fjodorowitsch Muchanow (russisch Вячеслав Фёдорович Муханов; engl. Transkription Vyacheslav Fyodorovich Mukhanov, auch Viatcheslav Fyodorovich Mukhanov; wiss. Transliteration Vjačeslav Fëdorovič Muchanov; * 2. Oktober 1956 in Kanasch, Tschuwaschien) ist ein russischstämmiger Astrophysiker, Kosmologe und Hochschullehrer.

## Biografie
Muchanow studierte am Moskauer Institut für Physik und Technologie, wo er bei Witali Ginsburg 1982 promoviert wurde. Danach war er am Lebedew-Institut in Moskau. Als Post-Doktorand ging er nach Westeuropa, unter anderem nach Zürich, und in die USA. Muchanow ist Professor am Arnold-Sommerfeld-Zentrum für Theoretische Physik an der Universität München und Distinguished Professor am Korea Institute for Advanced Study. Muchanow ist Leiter des Lehrstuhls für Theoretische Physik – Astroteilchenphysik und Vorsitzender der Kosmologie der Fakultät für Physik an der Ludwig-Maximilians-Universität München.
Muchanow war Anfang der 1980er Jahre ein Pionier der Inflationstheorie, indem er als Erster Quantenfluktuationen des Inflaton-Feldes berechnete, die die Ursprünge der späteren Strukturbildung im Universum sind. Seine Vorhersagen wurden durch Beobachtungen von Inhomogenitäten im Kosmischen Mikrowellenhintergrund (CMB) bestätigt.
2006 erhielt er die Oskar-Klein-Medaille, 2009 den Schweizer Tomalla-Preis, 2011 eine Blaise Pascal-Gastprofessur in Frankreich, 2012 die Amaldi-Medaille und 2013 gemeinsam mit Alexei Starobinsky den Gruber-Preis für Kosmologie. Die Bayerische Akademie der Wissenschaften zeichnete ihn 2014 mit dem Friedrich Wilhelm Joseph von Schelling-Preis aus und für 2015 wurden ihm die Max-Planck-Medaille und der BBVA Foundation Frontiers of Knowledge Award zugesprochen. 2019 erhielt er die Dirac-Medaille des ICTP, 2021 die Sacharow-Goldmedaille der Russischen Akademie der Wissenschaften.
Er ist Herausgeber des Journal of Cosmology and Astroparticle Physics (JCAP, ein elektronisches Journal).

## Schriften
- Physical foundations of cosmology, Cambridge University Press 2005
- mit Sergei Winizki Introduction to Quantum Effects in Gravity, Cambridge University Press, 2007
- mit H. A. Feldman, R. H. Brandenberger Theory of Cosmological Perturbations, Physics Reports, 1992